# 华娱卫视
华娱卫视广播有限公司（英語：China Entertainment Television Broadcast, Limited，简称华娱卫视、CETV），前稱华僑娱樂電視广播有限公司，是一个已停播的24小时综艺娱乐普通话卫星频道。

## 歷史
華娛由電視製作人蔡和平在1995年3月11日於香港成立，當時的製作中心位於香港九龍塘，開台初期以盧海鵬、沈殿霞等前香港無綫電視《歡樂今宵》藝員為台柱，蔡和平亦以他製作《歡樂今宵》之經驗帶到該台。
但華娛電視經營多年財政出現困難，終在2001年沽給AOL时代华纳，成為AOL時代華納旗下的首个中文频道。
2003年7月，華娛被TOM集团收购，成为其子公司；此时时代华纳持有華娛36%股权。香港位在柴灣8號廣場的華娛總部和製播中心，遷至深圳科技园创维大厦C座18楼，而收视观众則主要在广东省。
2016年10月25日，TOM集團宣佈，已決定在2016年年底前終止華娛的營運。
2016年12月23日，香港通訊事務管理局宣布批准華娛終止非本地電視節目服務牌照的申請，生效日期為2017年1月1日。
2017年1月1日0时，华娱卫视结束21年电视广播業務，告别卡为“华娱卫视卫星信号及节目已于二零一七年一月一日零时零分终止播送 感激观众多年支持！”画面。

## 台徽
華娛自啟播至今，不同時期分別使用過四個台徽。
第一代：1995年-2000年蔡和平主理年代，台徽以綠色C、E、T、V四英文字加上紅底藍字顯出簡體中文「華娛電視」四字。
第二代：2001年-2003年，時代華納年代，台徽以風眼為造形，下面加上簡體中文「華娛」二字，外境如娛樂新聞使用的咪牌，以黑色底色襯托台徽。
第三代：2004年-2007年，TOM入主年代，台徽改以貝殼造形並以粉紅底色襯托。
第四代：2008年-2016年，改以橙色球狀中間加上「CETV」，在球狀左旁加上明體中文簡體字顯出「華娛」二字。

## 節目類型
主要是綜藝節目、劇集（主要來自香港、台湾、韩国、日本）、電影（主要來自新加坡、印度尼西亚、马来西亚、香港）、動畫（主要來自日本）、新聞。多數節目配有简体中文字幕。

## 落地情况

### 中国大陆
- 华娱卫视在2001年10月经中国国家广电总局批准，允许进入广东省有线电视网播放，成为首家取得广东有线网络落地权的境外频道。而在中国大陆，则获得有限制落地权，只允许在三星级以上酒店及涉外小区播放。
- 另外，虽然广电总局明文规定除广东省珠江三角洲地区以外其余地区有线网络不得传输“境外频道”，但仍有不少小地方有线网仍能收看到一些“境外频道”，包括华娱卫视；但也有停止转播华娱卫视的。如惠州市在2004年6月1日起已停止转播华娱卫视，东莞市也于2007年7月停止转播华娱卫视，虽然这些城市也位于珠江三角洲。珠三角地区只有广州、深圳、珠海等极少数城市的有线电视网仍有转播华娱卫视。
- 不少网站提供的网络电视服务也可以收看到华娱卫视。
- 2009年，吉林省长春市由长春有线电视网络公司进行的长春市数字电视转换业务，将华娱卫视设置为收费频道，这也使少数除珠江三角洲外的省会级城市可以收看华娱卫视。